# بابن‌هاوزن (هسن)
بابن‌هاوزن  (به آلمانی: Babenhausen) شهری است در ایالت هسن در کشور آلمان و جمعیت آن در سال ۲۰۱۳ بالغ بر ۱۵٬۶۶۹ نفر بوده‌است.